# Sacoglottis
Sacoglottis is een geslacht uit de familie Humiriaceae. De soorten komen voor van tropisch Centraal-Amerika en Zuid-Amerika tot op het eiland Trinidad en van tropisch West-Afrika tot in Angola.

## Soorten
- Sacoglottis amazonica Mart.
- Sacoglottis ceratocarpa Ducke
- Sacoglottis cydonioides Cuatrec.
- Sacoglottis gabonensis (Baill.) Urb.
- Sacoglottis guianensis Benth.
- Sacoglottis holdridgei Cuatrec.
- Sacoglottis maguirei Cuatrec.
- Sacoglottis mattogrossensis Malme
- Sacoglottis ovicarpa Cuatrec.
- Sacoglottis perryi K.Wurdack & Zartman
- Sacoglottis trichogyna Cuatrec.